# 目黒雅叙園
目黒雅叙園（めぐろがじょえん）とは、東京都目黒区にある、結婚式場・ホテル・レストランなどの複合施設である。運営法人の株式会社目黒雅叙園(K.K. Meguro Gajoen)はワタベウェディングの完全子会社。土地施設全体は、中国投資有限責任公司の出資で外資系ファンドのラサール・インベストメント・マネージメントが設立した特別目的会社が所有している。2017年4月1日、ホテル雅叙園東京に施設名称を変更した。

## 沿革

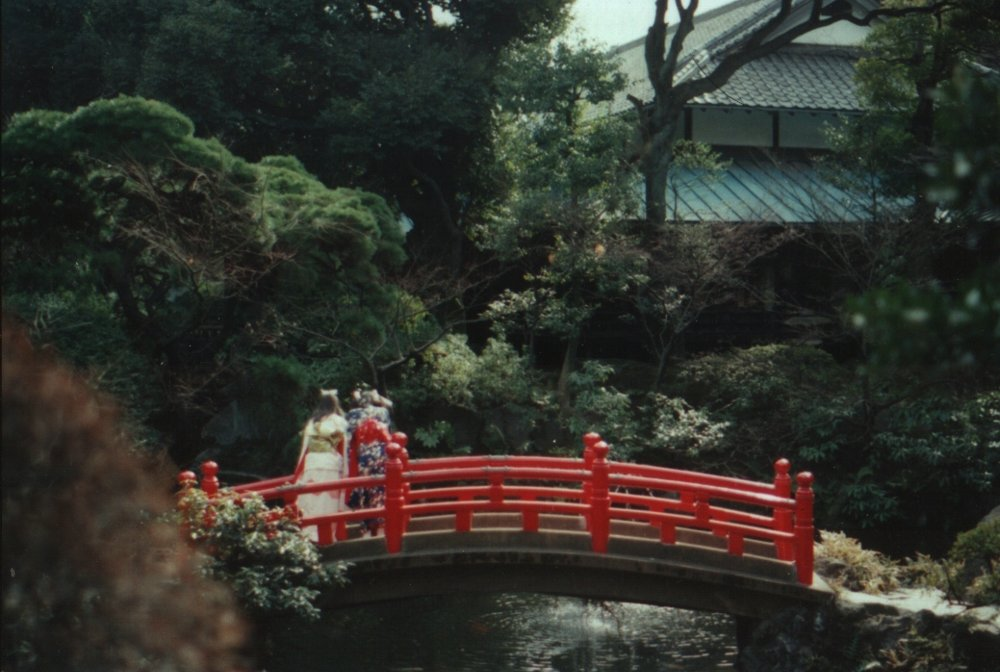
木造館時代当時の目黒雅叙園

石川県羽咋郡下甘田村出身の創業者・細川力蔵が、1928年（昭和3年）に東京・芝浦にある自邸を改築し、純日本式の料亭「芝浦雅叙園」を経営していたが、東京府荏原郡目黒町大字下目黒字坂下耕地一帯および岩永省一邸として記録された建造物を入手し、増改築を進めて1931年（昭和6年）に目黒に「目黒雅叙園」と名付けた料亭を開業した。これは、日本国内最初の総合結婚式場でもあった。
本格的な北京料理や日本料理を供する料亭だったが、メニューに価格を入れるなど当時としては斬新なアイディアで軍人や政治家、華族層以外の一般市民の料亭利用者を増やした。また、中華料理の店で一般に見られる円形のターンテーブル（二層構造の円形テーブル上部に料理を載せ回転させることで取りやすくするもの）も1931年（昭和6年）細川力蔵の考案で、その後に中国大陸へ伝わったもの、という説もある。
1945年（昭和20年）8月15日正午、大西瀧治郎中将は終戦の玉音放送を軍令部の中庭で聞いた後、当時、海軍病院の分室だったこの雅叙園を訪れて同期生の多田海軍次官を見舞った。その深夜、渋谷区南平台の官舎に帰り、翌16日に特攻作戦の責を取るとして遺書を残して14時45分に割腹自決を遂げた。
木造（旧館）の目黒雅叙園は太宰治の小説『佳日』にも登場する。絢爛たる装飾を施された園内の様子は「昭和の竜宮城」とも呼ばれ、ケヤキの板材で作られた園内唯一の木造建築「百段階段」（実際は99段）とその階段沿いに作られた7つの座敷棟宴会場の内の4つは、2009年（平成21年）3月16日に東京都指定の有形文化財（建造物）に指定された。「十畝（じっぽ）の間」、「漁樵（ぎょしょう）の間」、「草丘（そうきゅう）の間」、「静水（せいすい）の間」、「星光（せいこう）の間」、「清方（きよかた）の間」、「頂上（ちょうじょう）の間」、計7つの中から4棟の座敷棟が指定された。映画「千と千尋の神隠し」の湯屋のモデルにもなったもので、樹齢百年の床柱や天井、壁面、ガラス窓にいたるまで贅を凝らし、昭和初期における芸術家達の求めた美と大工の高度な伝統技術が融合した素晴らしい装飾となっている。希望者は申請すれば観覧が可能となっており、イベントや宿泊、食事とのセットで公開されている。2010年（平成22年）1月29日から3月3日までの期間、初めて「百段雛（ひな）まつり」という豪華絢爛な催しが行われた（第一回）。日本全国にある雛文化の中から、非常に贅を尽くしたものが多いといわれる山形の雛を中心に、上記7つの宴会場で飾られることとなり盛況を博した。
昭和初期に建設された木造の旧館においては、敗戦直前の昭和19年頃まで、戦時下の国民が苦しい時局や贅沢禁止令下にもかかわらず、大勢の著名な画家や彫刻家、塗師が出入りし、あるいは泊り込み、部屋ごとに女中と書生付きで数年にわたり内装や絵画作品を完成させたという。金泥の制限で時局の悪化を知ったという画家の逸話もある。その結果、文展やかつて帝展に出品された数多くの作品を所有し館内を飾った。その数は数千点にもおよぶ膨大なコレクションであり、旧館取り壊し時に額装保存された天井画や欄間絵とともに、新館に併設された美術館（目黒雅叙園美術館）で定期的に観覧に供したが、美術館は2002年（平成14年）に閉鎖されて、多くの作品群は散逸し個々の所在は不明である。
現在の敷地は1991年11月に、総工費850億円で大リニューアルしたものである。旧館の老朽化と、隣接する目黒川の水害対策の拡張工事が重なったことから、検討の末、膨大な美術品を修復して移築復元する方法がとられた。設計･施工は日建設計および鹿島建設による。
創業者・細川力蔵亡き後は、合資会社雅叙園として同族による経営が行われてきたが、運営会社であった雅秀エンタープライズは2002年（平成14年）に経営破綻し、外資ファンドリップルウッド・ホールディングスに買収された。雅秀エンタープライズは、現在の株式会社目黒雅叙園として再建され、2004年（平成16年）5月にはワタベウェディングがその株式の66%を取得して傘下におさめた。ワタベウェディングは2005年（平成17年）1月に残り34%も取得（合計100%）、目黒雅叙園を完全子会社とした。2007年（平成19年）には経営破綻した福岡山の上ホテル（福岡県福岡市中央区）の再建スポンサーとなり、傘下におさめている。
2014年8月、森トラストが目黒雅叙園及びアルコタワーなど施設のすべてを、所有するローンスターから買収した後、2015年1月、中国政府系ファンドの中国投資有限責任公司（CIC）から資金提供された米ファンドのラサール・インベストメント・マネージメント・インクが取得した。
2017年4月1日、ホテル雅叙園東京に施設名称を変更した。
2025年1月、カナダの資産運用会社ブルックフィールド・アセット・マネジメントが雅叙園の土地や建物の一部を取得した。同年2月、ブルックフィールド側の意向で建物の改装に着手するとして、同年10月から翌2026年3月までの間一時休館すると発表、既に入っている約180組の挙式予約については個別に対応することになった。しかし突然の発表や強制的な予約キャンセルが生じていることから、予約客の中で混乱が生じている。その後ホテル側は休館理由を「建物の定期賃貸借契約が満了するため」と変更し、営業再開時期も「未定」とした。

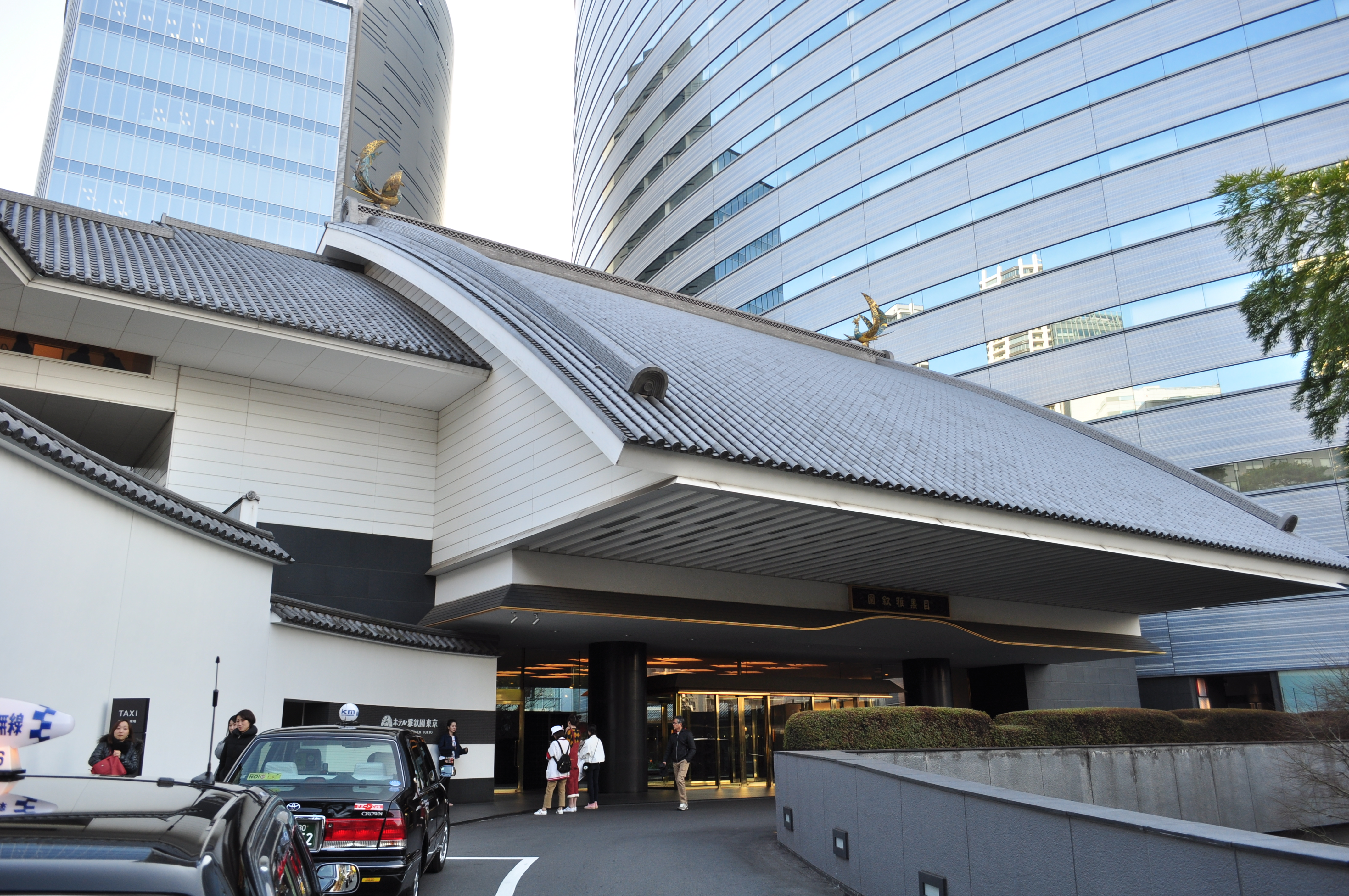
車寄せ（2018年1月21日撮影）
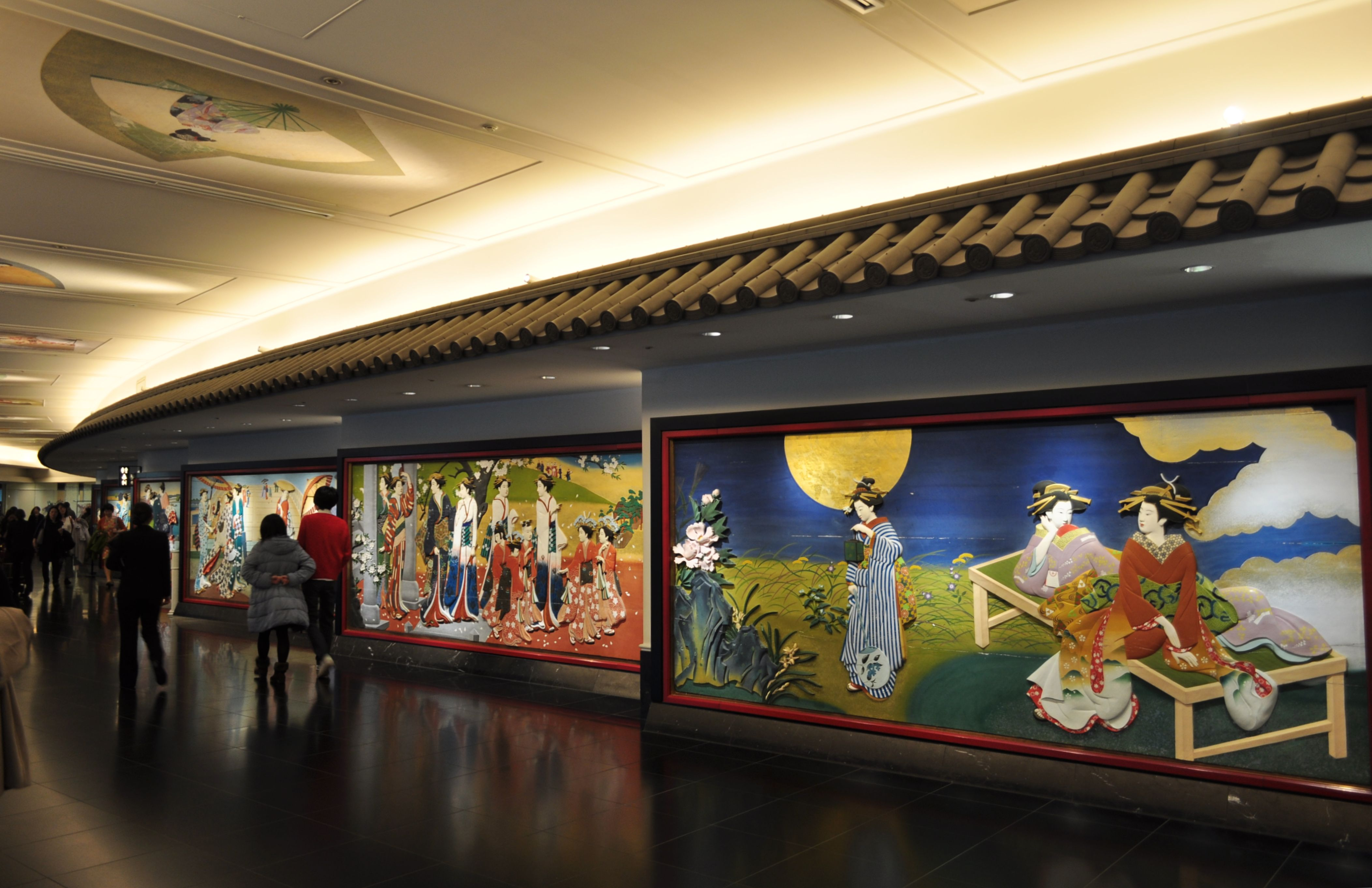
回廊（2018年1月21日撮影）
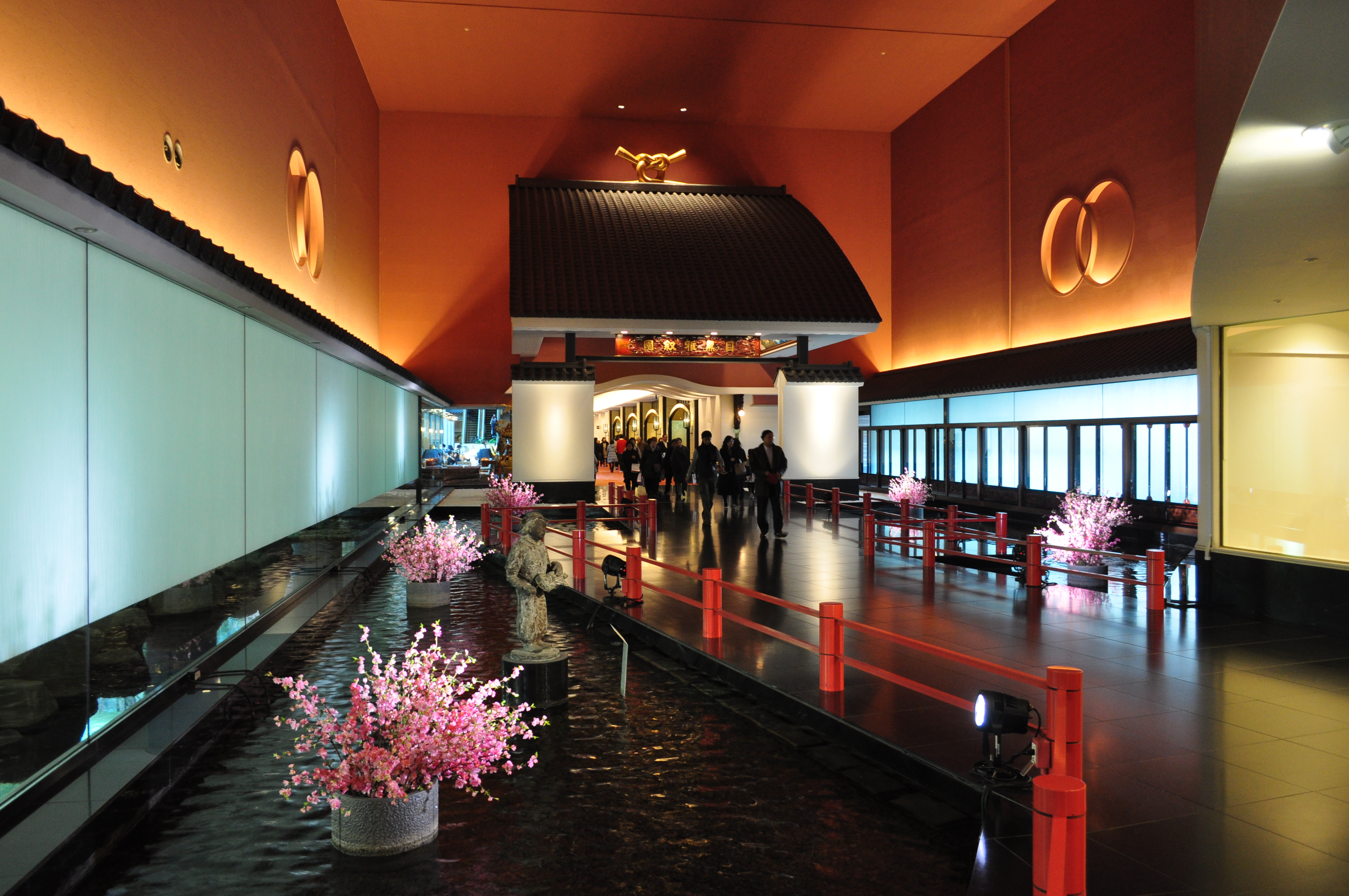
招きの大門（2018年1月21日撮影）
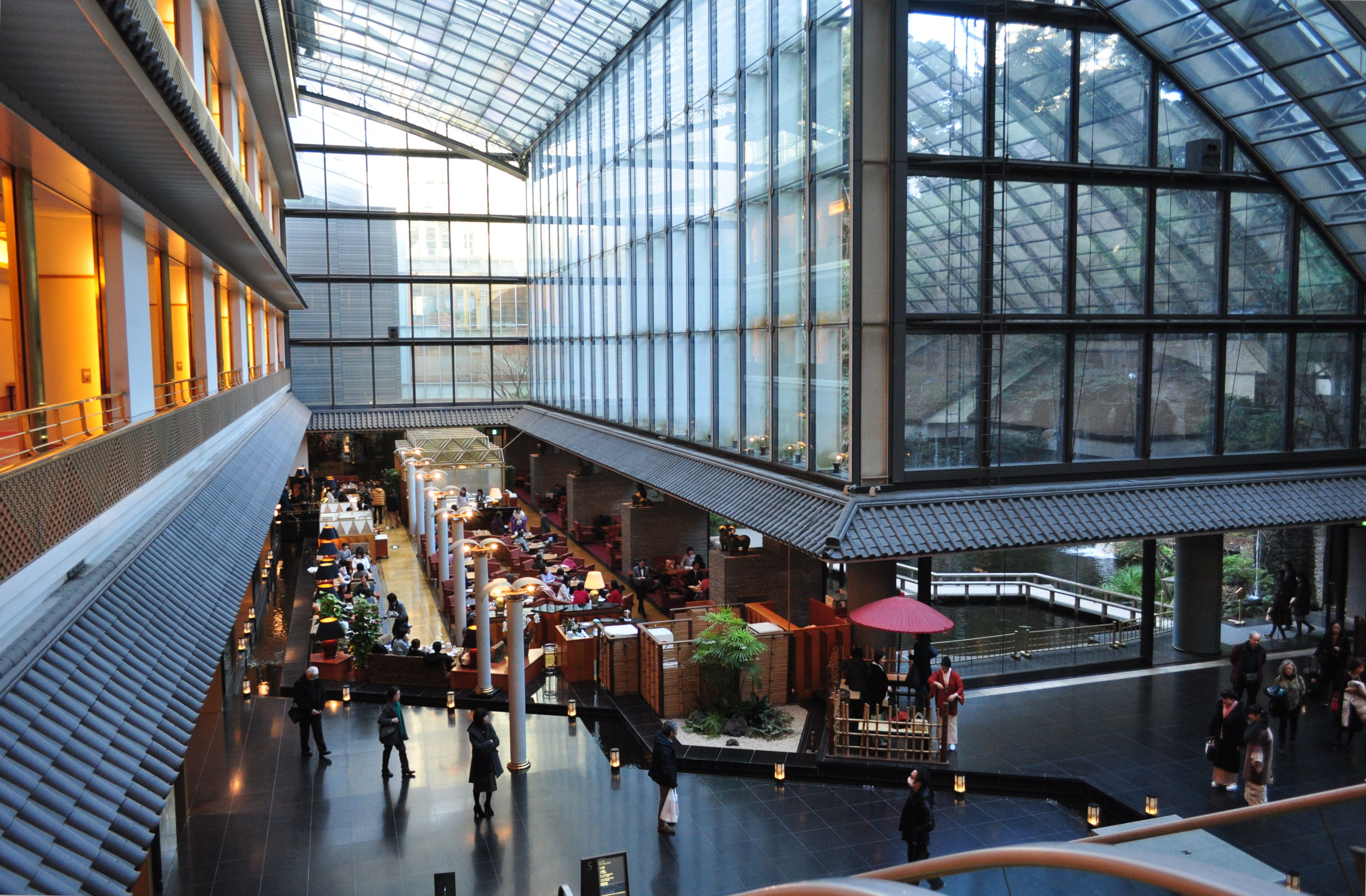
2階よりカフェラウンジを見る（2018年1月21日撮影）
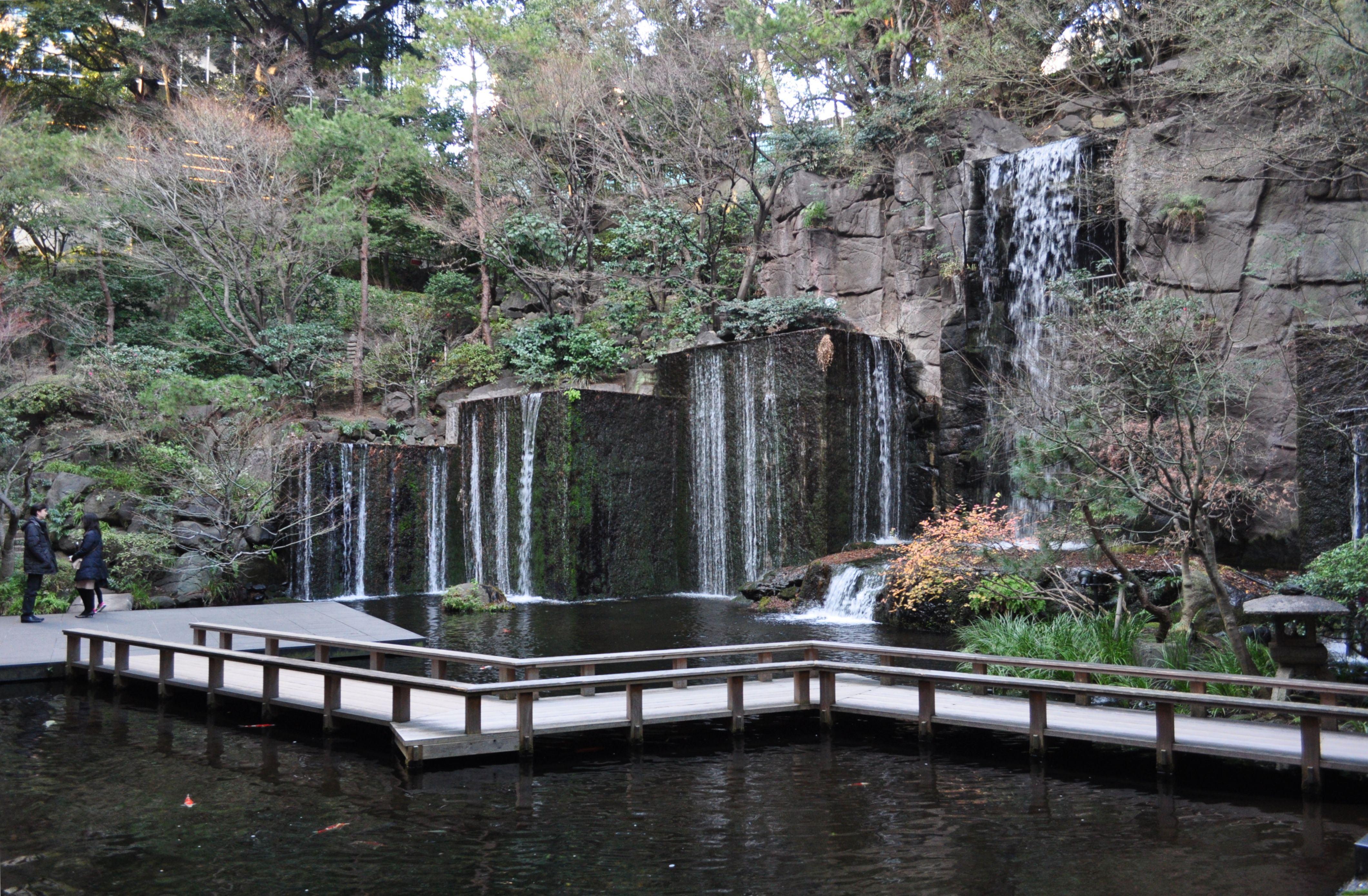
庭園（2018年1月21日撮影）

## 創業者・細川力蔵
目黒雅叙園を立ち上げた細川力蔵（1889～1945）は石川県下甘田村米浜（現・志賀町）の農家の六男として生まれる。大阪尋常小学校を10歳で終え、15歳で上京し神田の風呂屋で住み込みで働き始めた。23歳で独立し、芝区芝一丁目で銭湯と瓦斯コークスの販売を開始。中野貫一の長男・忠太郎と知り合い、忠太郎は芝浦に来るたびに力蔵を風呂の三助として指名した。芝浦で土地払い下げがあることを力蔵から聞いた忠太郎は1919年に16万坪を450万円で購入した。力蔵はその謝礼として忠太郎から大金と当地の管理を任され、1920年に芝浦商事株式会社を設立して不動産業を始める。1922年には葉山の芝崎海岸に洋館、和館に部屋数約50室という宏大な別邸を建設。関東大震災の翌年、南浜町会（芝浦一丁目会）の会長に就任、1928年には芝浦の自宅を中華料理屋にし「芝浦雅叙園」として開業、1931年に目黒雅叙園を始めた。芝浦花街の三業組合の理事長となり、芝浦花柳界の見番（現・港区立伝統文化交流館）を建設。棟梁には、目黒雅叙園も手がけた酒井久五郎が当たった。後妻の敏子（1899～1991）は東坊城徳長子爵二女で権掌侍（白百合の局）として貞明皇后の女官を長く務めた。その弟妹に東坊城恭長、入江たか子がいる。長男の細川力（1923年生）は42歳で早世。
　

## アルコタワー

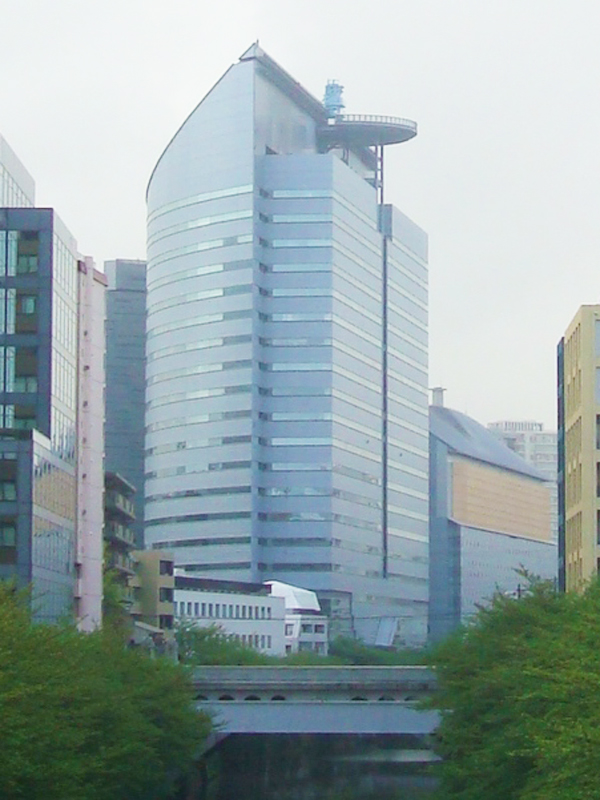
アルコタワー

「アルコタワー」（Arco Tower）および「アルコタワー・アネックス」（Arco Tower Annex）は、雅叙園の敷地内にある高層オフィスビルで、全面改装時に建築されたもの。高さ103m。
主な入居企業として、アマゾン・ジャパンなど外資系大企業の日本法人が多数挙げられる。かつてはウォルト・ディズニー・ジャパンやマースジャパン、ポルシェ・ジャパン、スクウェアなども入居していた。
目黒雅叙園とアルコタワー、同アネックスは同じ敷地内にあり住所も同じ（目黒区下目黒1丁目8番1号）なので注意。

## 雅叙園観光ホテル

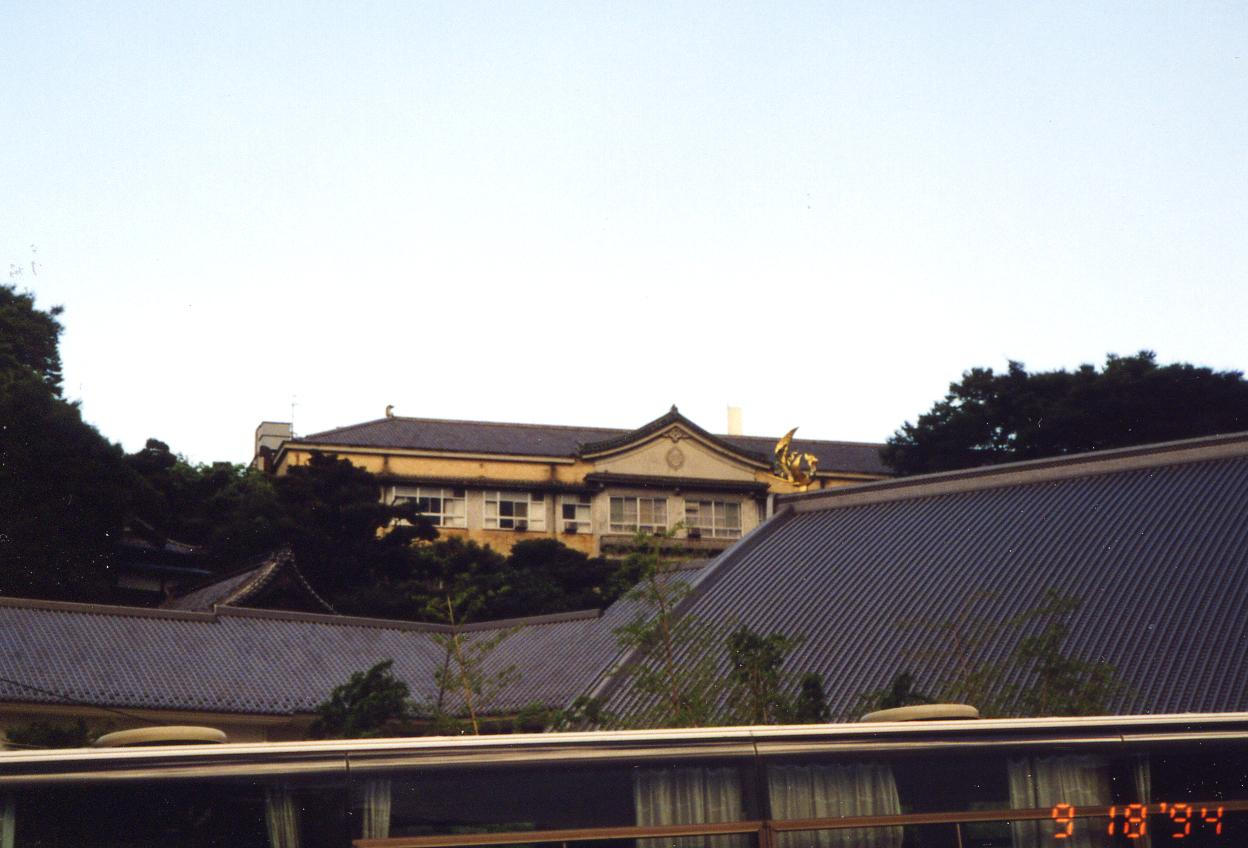
雅叙園観光ホテル（中央上、解体前）。手前の屋根は目黒雅叙園

- 隣接していた雅叙園観光ホテルは元来目黒雅叙園の新館（洋館）であったが、1948年（昭和23年）興行師の松尾國三が経営に乗り出して雅叙園観光（現：東北雅叙園）株式会社が設立され、分離。合資会社雅叙園は地主として同ホテルとの関係を持っていたが、事実上目黒雅叙園と雅叙園観光ホテルは全く別物となった。
- 松尾が雅叙園観光を設立して観光ホテルの経営に乗り出した背景には、二代目細川力蔵と初代未亡人・敏子との間で起こった細川家の相続争奪戦があった。二代目が松尾を頼り、松尾は二代目に加担。この際洋館の建物を譲り受けて、中華料理店であった同館を観光ホテルに大改装した。松尾の進出は二代目に対する後方支援でもあった。
- 雅叙園観光はかつて、静岡県三島市に三島雅叙園ホテルを、横浜市戸塚区にホテルエンパイアを、神戸市葺合区（現在の中央区）にニューポートホテルをそれぞれ運営していた。三島雅叙園の建物は取り壊されマンションが建てられている。
- 東証一部上場企業であり、松尾が経営していた日本ドリーム観光の姉妹会社であった。松尾没後に経営権争奪（コスモポリタン事件）が起こり、雅叙園観光と日本ドリーム観光は分離。雅叙園観光は結局その過程においてイトマン事件に巻き込まれ、1997年（平成9年）に倒産。経営していたホテルもすべて閉鎖され現存しない。
- このイトマン事件に雅叙園観光が巻き込まれ大々的な報道の対象となったことは、目黒雅叙園にも少なからぬ風評被害を及ぼした。そのためか、雅叙園観光倒産時には、目黒雅叙園側が「当『目黒雅叙園』とは一切関係がありません」と異例の新聞広告を行っている。
- 雅叙園観光ホテル跡地は目黒雅叙園の手に戻り、2012年春に完成したアルコタワー・アネックスのエントランス棟として整備された。

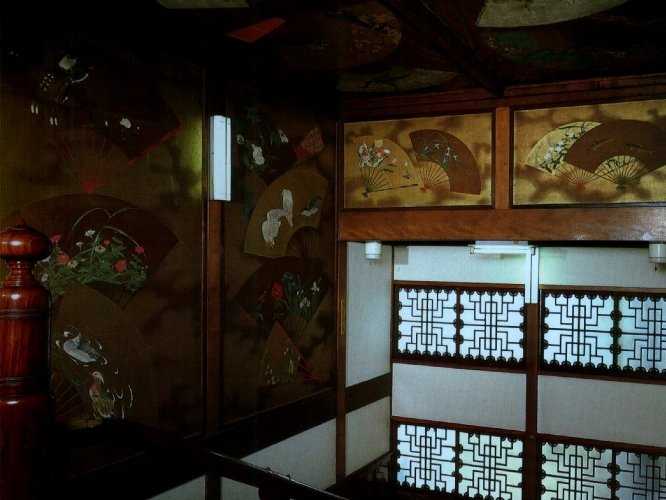
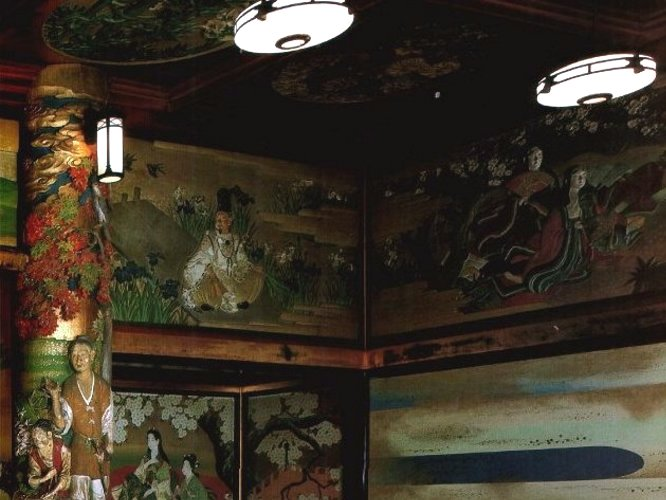
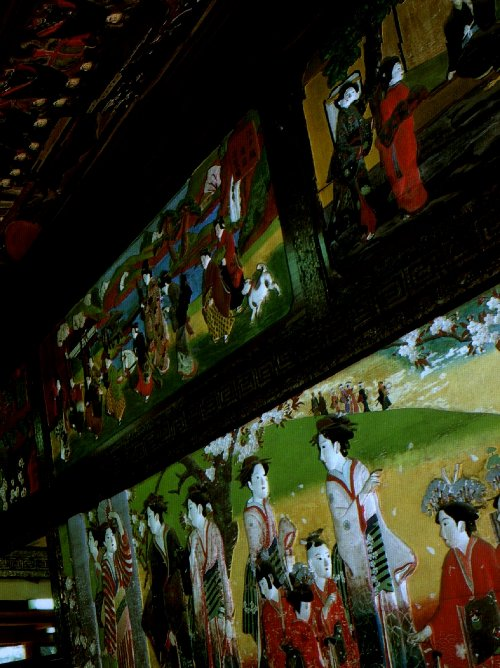
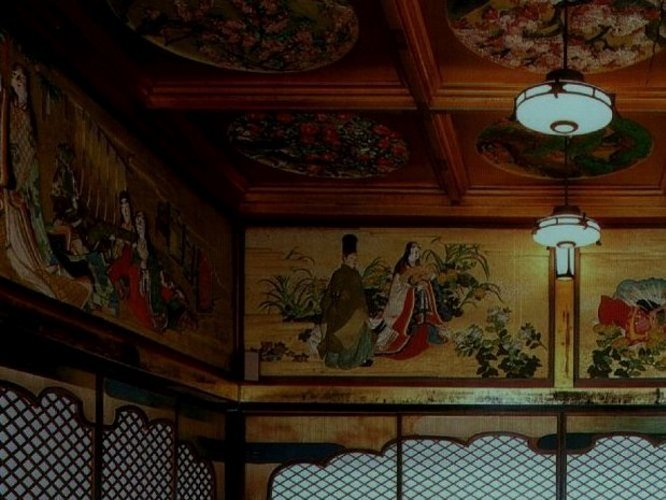
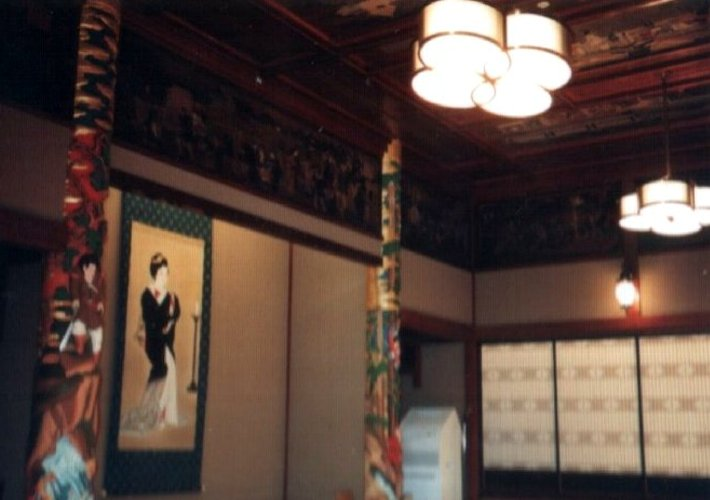
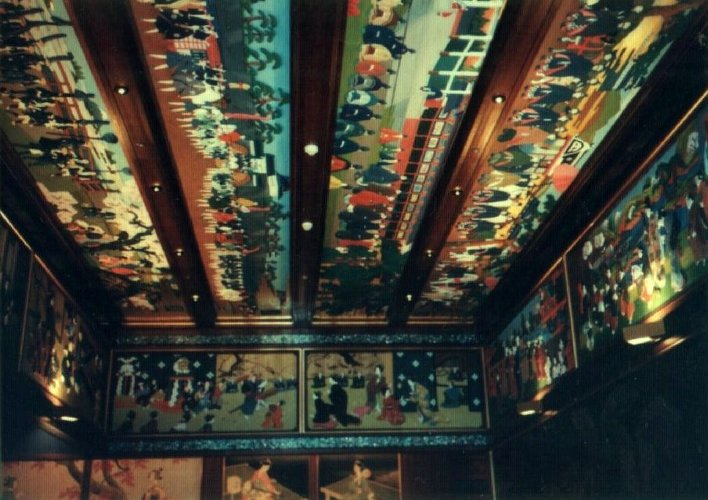
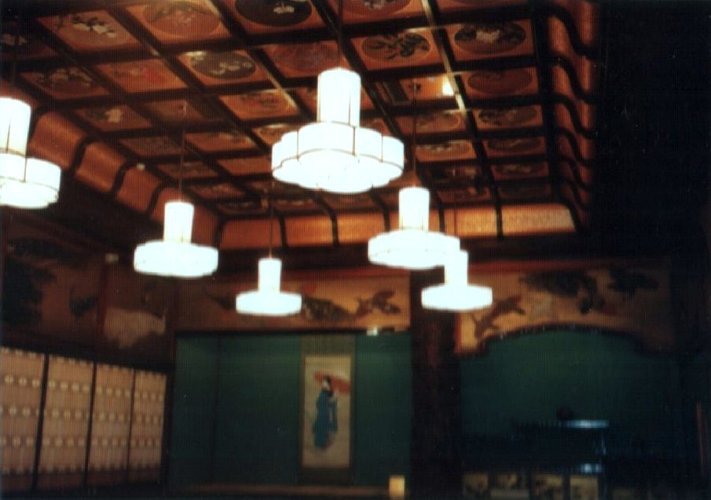

## 舞台となった作品
- 大都会 PARTIII 第44話「テロルの仮面」

宝石強盗グループに襲撃される大富豪の屋敷という設定でロケ撮影が行われた。旧木造館時代の各所や百段階段での銃撃戦、手榴弾による爆破シーンが撮影されている。
- ヒューマングルメンタリー オモウマい店（中京テレビ）

宴会場を番組収録場所として使用。